# کلوسرات
کلوسرات (به آلمانی: Klüsserath) یک شهر در آلمان است که در تریر-زاربورگ واقع شده‌است. کلوسرات ۱٬۱۱۱ نفر جمعیت دارد.